# نوادا (فیلم ۱۹۴۴)
نوادا (انگلیسی: Nevada) فیلمی در ژانر وسترن است که در سال ۱۹۴۴ منتشر شد. از بازیگران آن می‌توان به رابرت میچام، آن جفریز، و ریچارد مارتین اشاره کرد.